# Trachyandra muricata
Trachyandra muricata är en grästrädsväxtart som först beskrevs av Carl von Linné d.y., och fick sitt nu gällande namn av Carl Sigismund Kunth. Trachyandra muricata ingår i släktet Trachyandra och familjen grästrädsväxter. Inga underarter finns listade i Catalogue of Life.